# Audi F103
El Audi F103 es la denominación oficial de una serie de modelos de automóviles producidos por Auto Union AG en República Federal de Alemania desde 1965 a 1972, conocidos como Audi 60 y  Audi 75, derivados de la anterior denominación DKW F102. Para significar el cambio de un motor de dos tiempos a uno de cuatro tiempos, la marca DKW se abandonó en favor de Audi, un nombre inactivo desde antes de la Segunda Guerra Mundial.
El diseño de la carrocería de los F103 de Audi siguió muy de cerca la de la anterior DKW F102, aunque el motor del Audi representó una ruptura dramática con la tradición DKW de dos tiempos.

## Motorizaciones
La serie F103 estaban equipados exclusivamente con motores de cuatro cilindros en línea montados longitudinalmente. Esta combinación de tracción delantera, que la marca DKW de Auto Union fue pionero en la década de 1930, y el posicionamiento longitudinal de un motor de cuatro cilindros  proporcionó la plantilla básica para el nuevo y exitoso Passat de Volkswagen, así como los modelos de Audi 80 y Audi 100 después de que Volkswagen adquirió el negocio de Daimler-Benz a finales de 1964. Dado que el chasis sobre el F103 fue tomado del DKW F102 con un motor de 3-cilindros de doble tiempo, significaba que el sistema de refrigeración tuvo que ser desviado hacia la izquierda del motor en lugar de la posición formal al frente. Dicho motor fue el Mercedes-Benz M118, un motor creado exclusivamente para este auto.